# ニック・ウィリス
ニック・ウィリス（Nicholas Ian Willis、1983年4月25日 - ）は、ニュージーランドの陸上競技選手。2008年北京オリンピックの銀メダリスト、2016年リオデジャネイロオリンピックの銅メダリストである。ウェリントン地方ロウアーハット出身。

## 経歴
ウィリスは、1500mを中心とした中距離選手を専門とする選手である。高校時代の2001年に1マイルで4分1秒33のニュージーランド高校記録を樹立。ハット・バレー高校卒業後は、アメリカのミシガン大学に進学。経済学を専攻する。
ウィリスは、2004年アテネオリンピックの1500mに出場したが準決勝で敗退している。翌2005年には、1500mでジョン・ウォーカーが32年間持っていたニュージーランド記録を更新。翌年の2006年には、メルボルンで開催されたコモンウェルスゲームズで金メダルを獲得。この種目では、ニュージーランドの選手として、1962年パース大会で優勝したピーター・スネル以来の金メダルとなった。（ただし、当時は1マイル競走）
ウィリスは、2007年9月30日にシエラ・ブーシェーと結婚した。
ウィリスは、2008年に北京オリンピックに出場。1500mで銀メダルを獲得。もともと彼は3位であったがラシド・ラムジが薬物検査を受けて失格となり、繰り上がって銀メダルとなった。かつてオリンピックのトラック中距離種目で、数多くのメダルを獲得してきたニュージーランドに、1976年モントリオールオリンピックの1500mでウォーカーが獲得した金メダル以来32年ぶりとなるメダルをもたらした。
2010年に膝の手術を受けた。
2012年ロンドンオリンピックの開会式ではニュージーランド選手団の旗手を務めた。1500mに出場したが9位に終わる。同年に長男のラックランが誕生した。
ウィリスは2016年3月にSNSでポルノ依存症であると発表した。同年8月、リオデジャネイロオリンピックに出場し、1500mで銅メダルを獲得した。2017年8月、世界陸上選手権ロンドン大会の1500mに出場したが8位であった。

## 自己ベスト
- 800m - 1分45秒54 (2004年)
- 1000m - 2分16秒58 (2012年)
- 1500m - 3分29秒66 (2015年)
- 1マイル - 3分49秒83 (2014年)
- 3000m - 7分36秒91 (2014年)
- 5000m - 13分20秒33 (2014年)

## 主な実績
| 年   | 大会                               | 場所                         | 種目  | 結果      | 記録      |
| ---- | ---------------------------------- | ---------------------------- | ----- | --------- | --------- |
| 2004 | オリンピック                       | アテネ(ギリシャ)             | 1500m | 6位（sf） | 3分41秒46 |
| 2005 | 世界陸上選手権                     | ヘルシンキ(フィンランド)     | 1500m | 6位（sf） | 3分40秒87 |
| 2006 | コモンウェルスゲームズ             | メルボルン(オーストラリア)   | 1500m | 1位       | 3分38秒49 |
| 2006 | IAAFワールドカップ                 | アテネ(ギリシャ)             | 1500m | 3位       | 3分54秒76 |
| 2007 | 世界陸上選手権                     | 大阪(日本)                   | 1500m | 10位      | 3分36秒13 |
| 2008 | オリンピック                       | 北京(中国)                   | 800m  | -（qf）   | DNS       |
| 2008 | オリンピック                       | 北京(中国)                   | 1500m | 2位       | 3分34秒16 |
| 2008 | IAAFワールドアスレチックファイナル | シュトゥットガルト(ドイツ)   | 1500m | 3位       | 3分38秒22 |
| 2010 | コモンウェルスゲームズ             | デリー(インド)               | 1500m | 3位       |           |
| 2011 | 世界陸上選手権                     | 大邱(韓国)                   | 1500m | 12位      | 3分38秒69 |
| 2012 | オリンピック                       | ロンドン(イギリス)           | 1500m | 9位       | 3分36秒94 |
| 2014 | コモンウェルスゲームズ             | グラスゴー(スコットランド)   | 1500m | 3位       |           |
| 2016 | 世界室内選手権                     | ポートランド(アメリカ合衆国) | 1500m | 3位       |           |
| 2016 | オリンピック                       | リオデジャネイロ(ブラジル)   | 1500m | 3位       | 3分50秒24 |
| 2017 | 世界陸上選手権                     | ロンドン(イギリス)           | 1500m | 8位       | 3分36秒82 |

- sfは準決勝、qfは準々決勝